# Engelschalk I.
Engelschalk I. († 871 in Großmähren) war Markgraf (comes terminalis) der Ostmark bzw. Graf in Oberpannonien. Er fiel im Jahr 871 gemeinsam mit seinem Bruder Wilhelm II., aus dem Geschlecht der Wilhelminer, in den Kämpfen gegen Großmähren. Ihr Nachfolger als Grenzgraf wurde Aribo I. Die Brüder gründeten unter anderem Herzogenburg und Wilhelmsburg.
| Personendaten    | Personendaten                       |
| ---------------- | ----------------------------------- |
| NAME             | Engelschalk I.                      |
| KURZBESCHREIBUNG | ostfränkischer Markgraf der Ostmark |
| GEBURTSDATUM     | 9. Jahrhundert                      |
| STERBEDATUM      | 871                                 |
| STERBEORT        | Großmähren                          |